# Flaga Mazur
Flaga Mazur – flaga mazurskiej korporacji akademickiej „Corps Masovia Koenigsberg”, jeden z dawnych symboli Mazurów.

## Barwy i proporcje flagi
Flaga złożona jest z trzech równych pasów barwnych, ułożonych poziomo: jasnoniebieskiego, białego i czerwonego.
Kolory te nawiązują do barw Studenckiej Korporacji Masovia, którą w 1830 r. na uniwersytecie w Królewcu założyli mazurscy studenci. Oni zaś barwy zapożyczyli od barw rewolucji francuskiej, które symbolizowały kolejno:
- błękit – wierność członków organizacji,
- biel – honor,
- czerwień – umiłowanie prawa i prawdy.

Błękit we fladze początkowo był ciemniejszy, jednak został zastąpiony jego jasną odmianą w 1882 roku. Istnieje również wersja flagi z odwróconą kolejnością barw (tj. czerwony-biały-błękitny), lecz była rzadziej stosowana ze względu na podobieństwo do flag państwowych Holandii czy Luksemburga.

## Historia
Mazury jako region początkowo nie posiadały własnych barw ani flagi czy sztandaru. Flaga Mazur powstała w I połowie XIX wieku (w 1829 roku) jako sztandar reprezentujący korporację akademicką „Corps Masovia Koenigsberg” na Uniwersytecie Albertyna w Królewcu. Korporacja ta zrzeszała studentów wywodzących się z Mazur. Członkowie grupy należeli do elity intelektualnej Prus Wschodnich, wywodzili się głównie z okolic Ełku i Kętrzyna.
Zrzeszenie to z dumą reprezentowało Mazury, uznając je za swoją Małą Ojczyznę. Korps Masovia Königsberg funkcjonował do 28 października 1935 roku, kiedy został rozwiązany z rozkazów NSDAP. Został ponownie założony w 2001 roku w Poczdamie w Niemczech.
Sama flaga potrzebowała paru dekad, by zadomowić się wśród Mazurów. Sztandar o tych barwach był od lat 50. coraz częściej używany podczas lokalnych uroczystości czy świąt. Dopiero około 1875 roku stała się ona na tyle popularna, że zyskała przydomek „flagi Mazur”. Dlatego też po wielu latach promowania jego obecność na Mazurach stała się powszechna.
Od 1945 roku, przez masowe wysiedlanie ludności mazurskiej do Niemiec, flaga przestała być praktycznie używana. Współcześnie są starania, aby upowszechniać jej użycie jako symbol nie tylko etnicznych Mazurów, ale też i wszystkich osób zamieszkujących Mazury.

## Wiersz
Hans Helmut Kirst, niemiecki pisarz urodzony w Ostródzie, w pracy „Moje Prusy Wschodnie. Książka bardzo stronnicza” zwrócił uwagę na dość częste przypadłości mieszkańców Mazur: "Mówiło się na przykład: ci ludzie z Prus Wschodnich chleją, biorą się za łby i łajdaczą się. Szczególnie na Mazurach. Wskazywała na to zresztą jednoznacznie ich niebiesko-biało-czerwona flaga". Szeroko rozpowszechniony na ten temat wierszyk głosił:
Oczy niebieskie od bijatyki,
Nochal czerwony od pijatyki,
Od wielu kurestw zbielała głowa
Stąd flaga Mazur trójkolorowa.

## Galeria

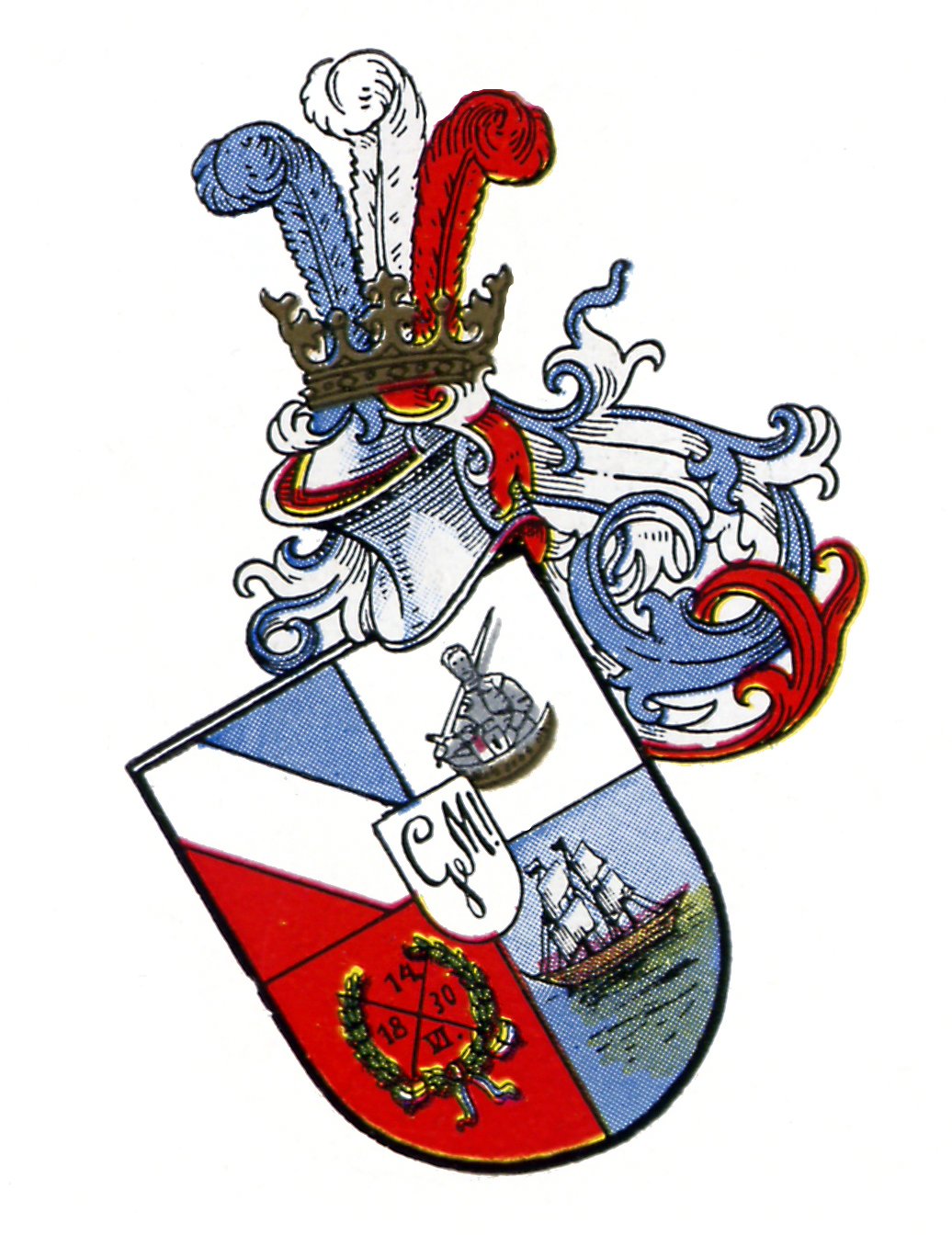
Herb Corps Masovia
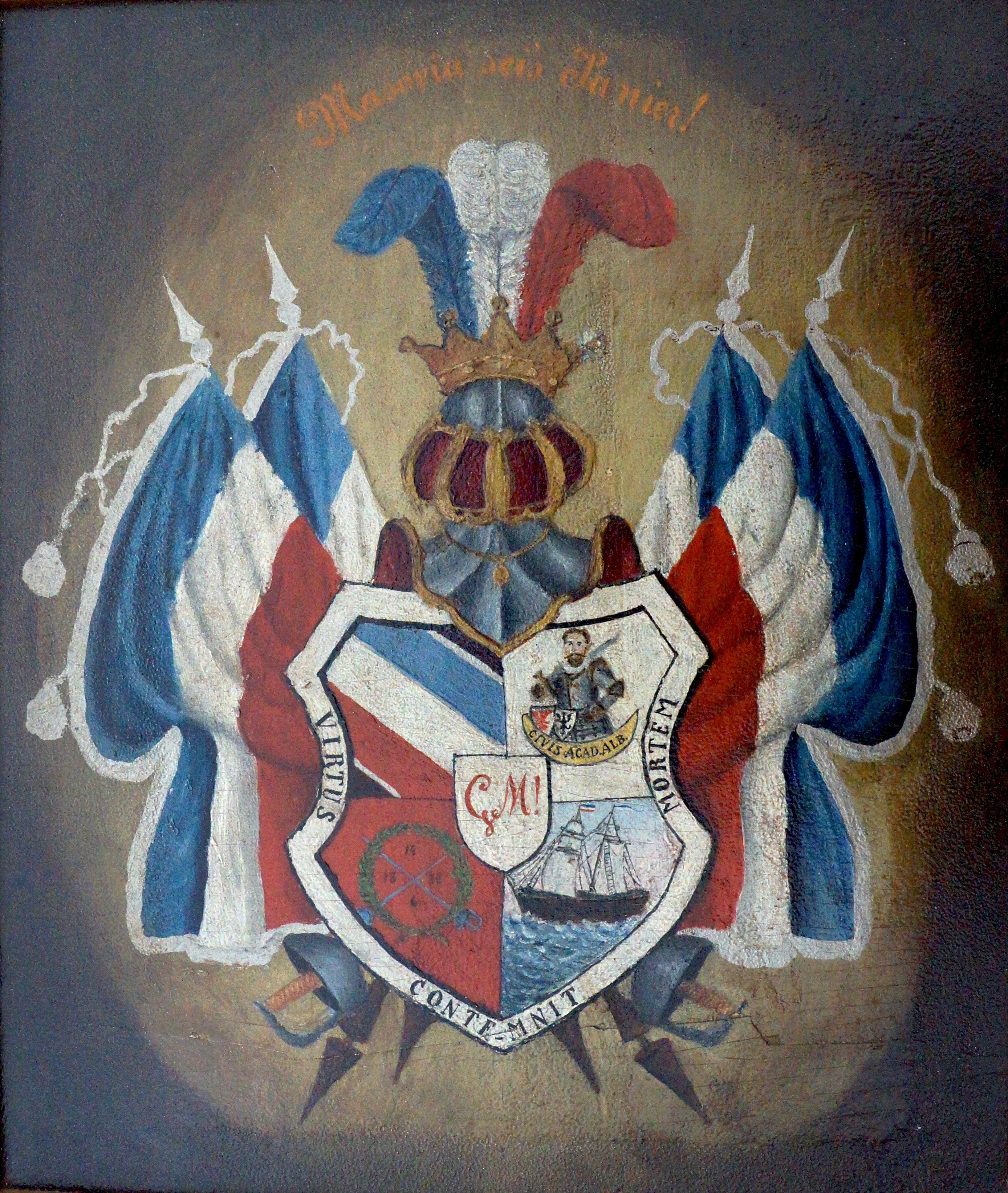
Wielki herb Corps Masovia
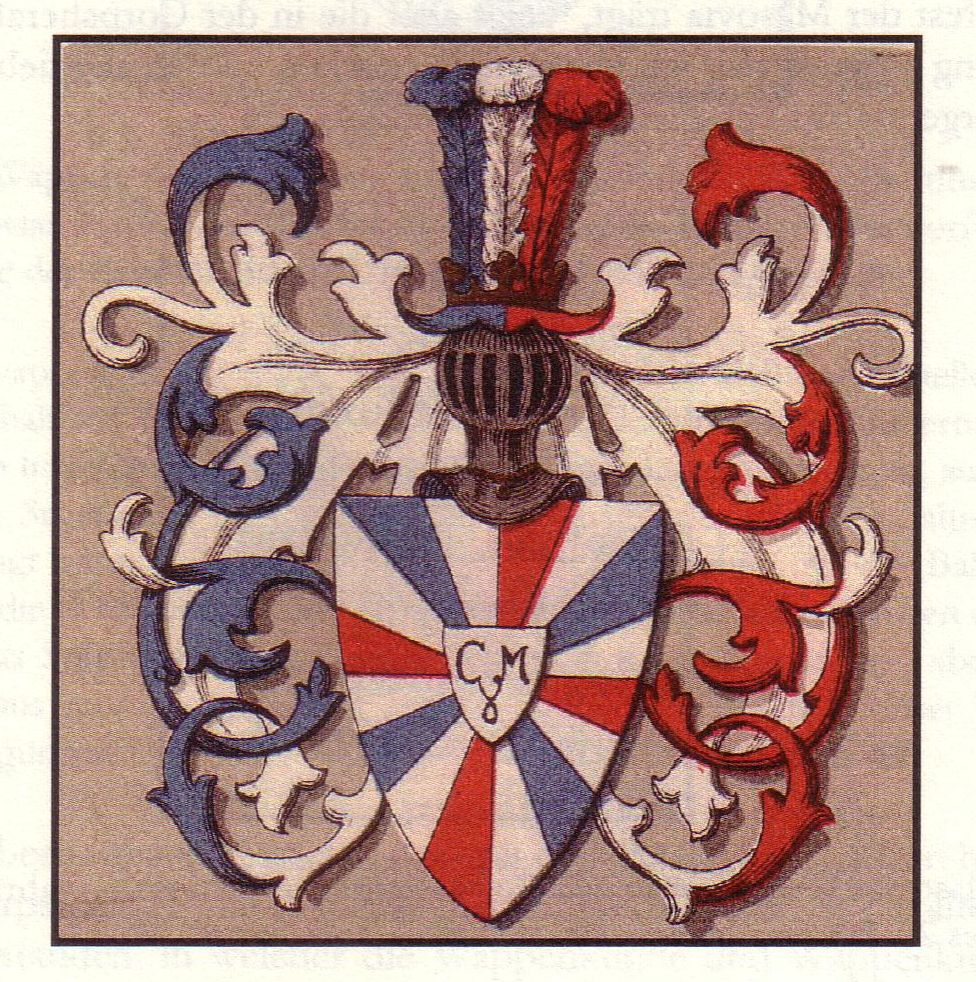
Projekt nowego herbu dla Corps Masovia sprzed 1890 roku
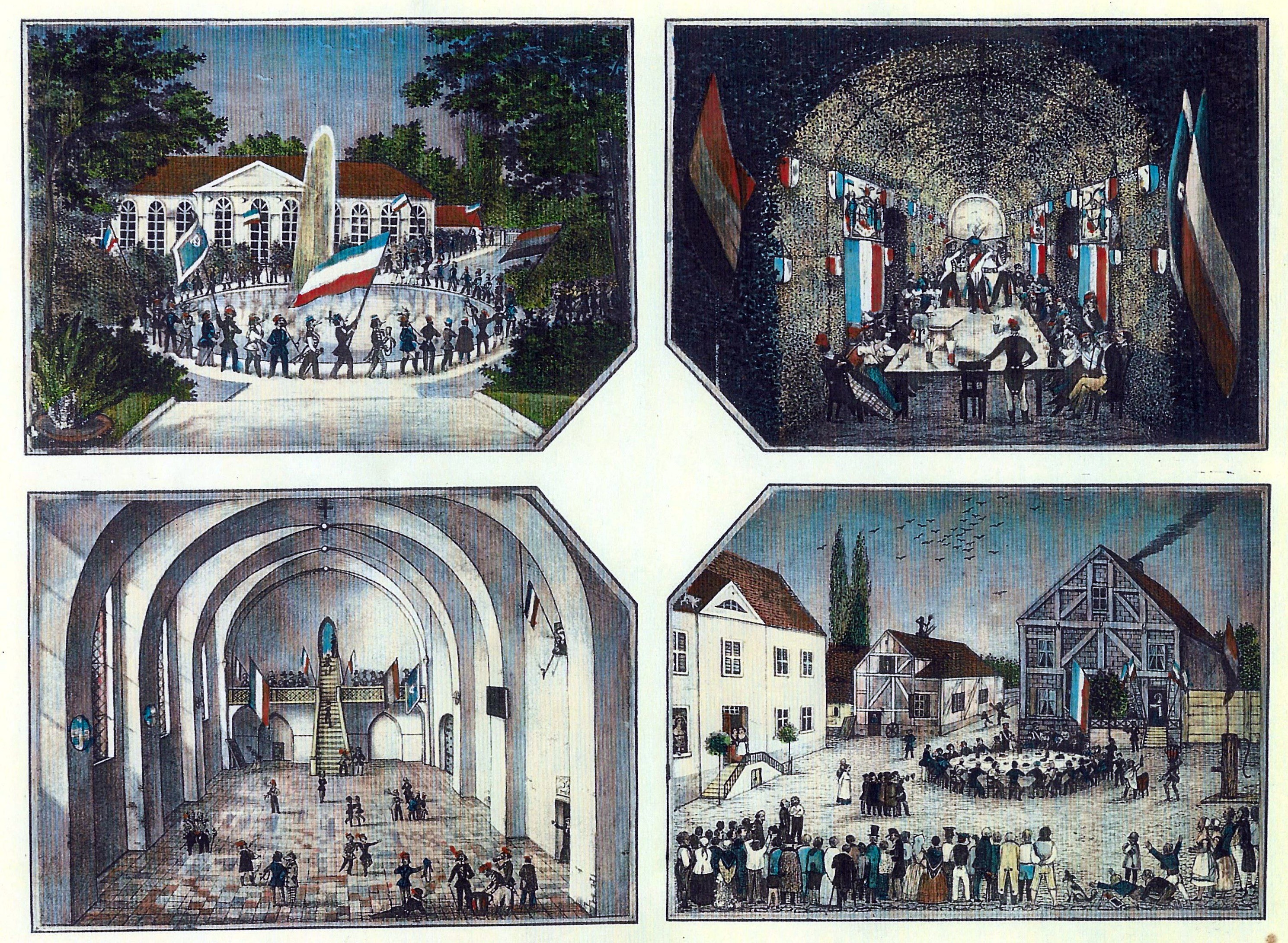
Cztery ilustracje przedstawiające obchody 18. rocznicy założenia Corps Masovia, odbywające się w Kadynach, rok 1848, autorstwa Louisa Clericusa
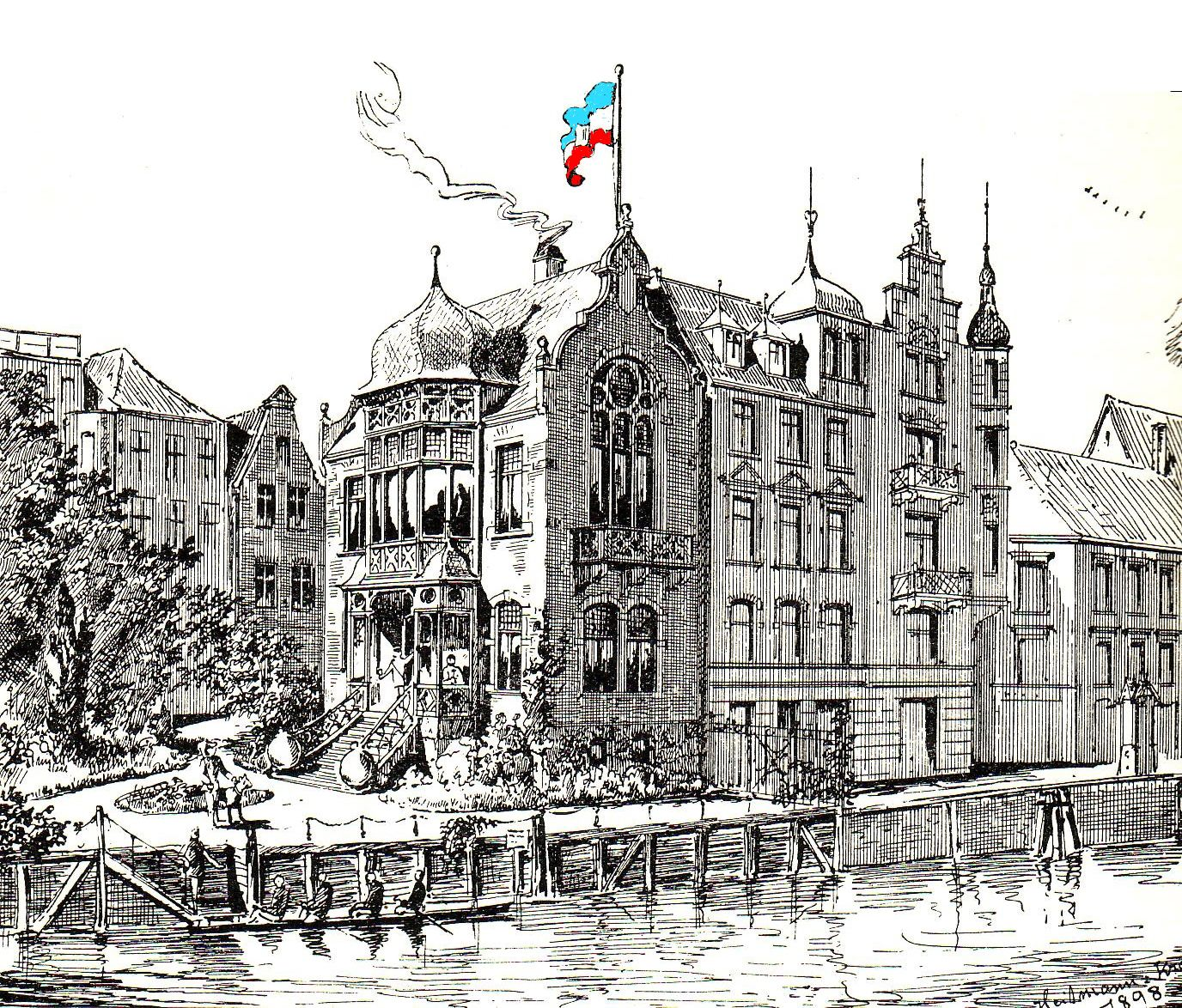
Ilustracja z 1929 r. przedstawiająca główną siedzibę „Corps Masovia Koenigsberg” w Królewcu pod mazurską flagą
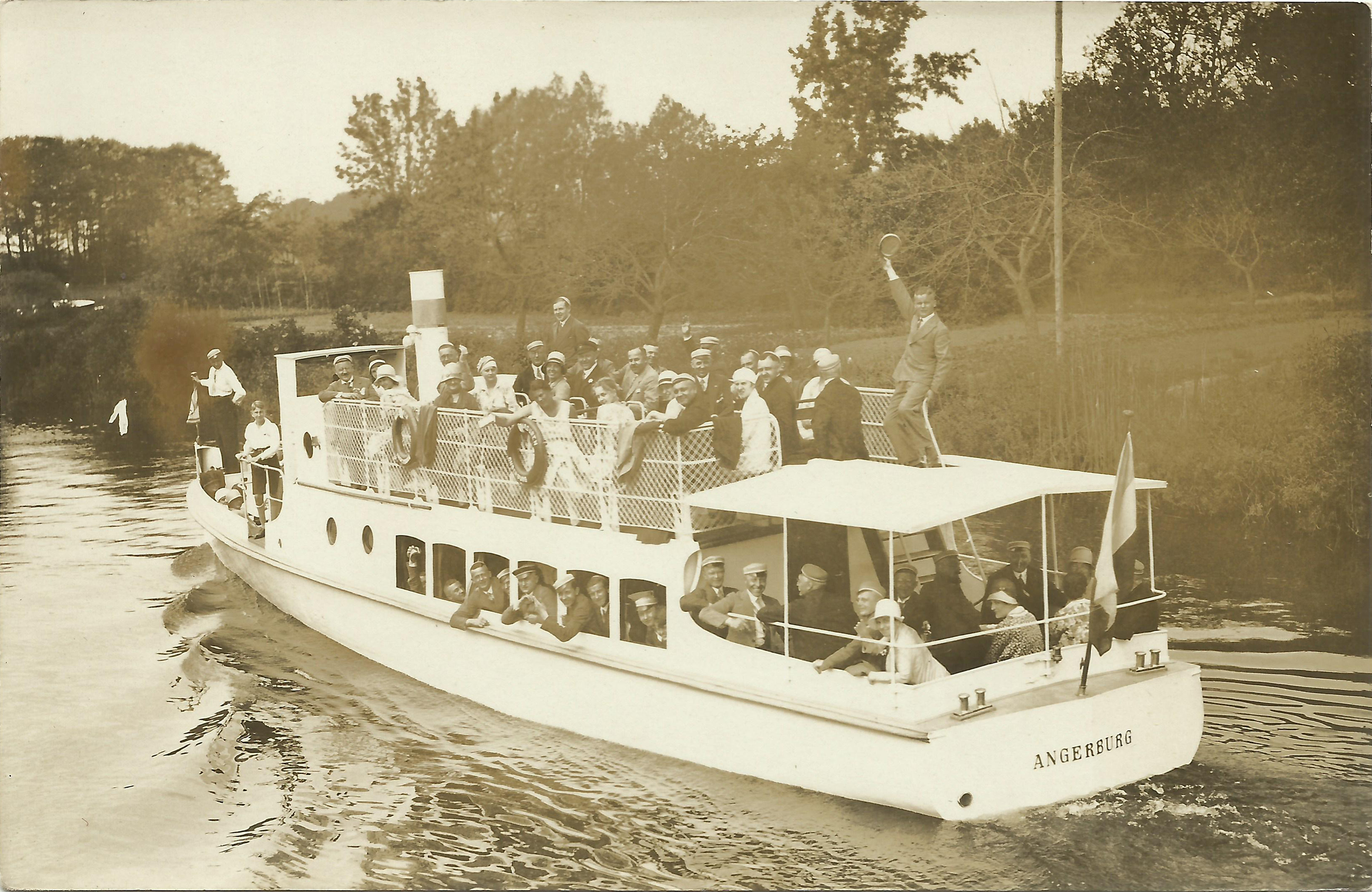
Rejs parowcem studentów „Corps Masovia Koenigsberg” w Węgorzewie z okazji 99. rocznicy korporacji w 1929 roku. Na statku widnieje powiewająca flaga Mazur
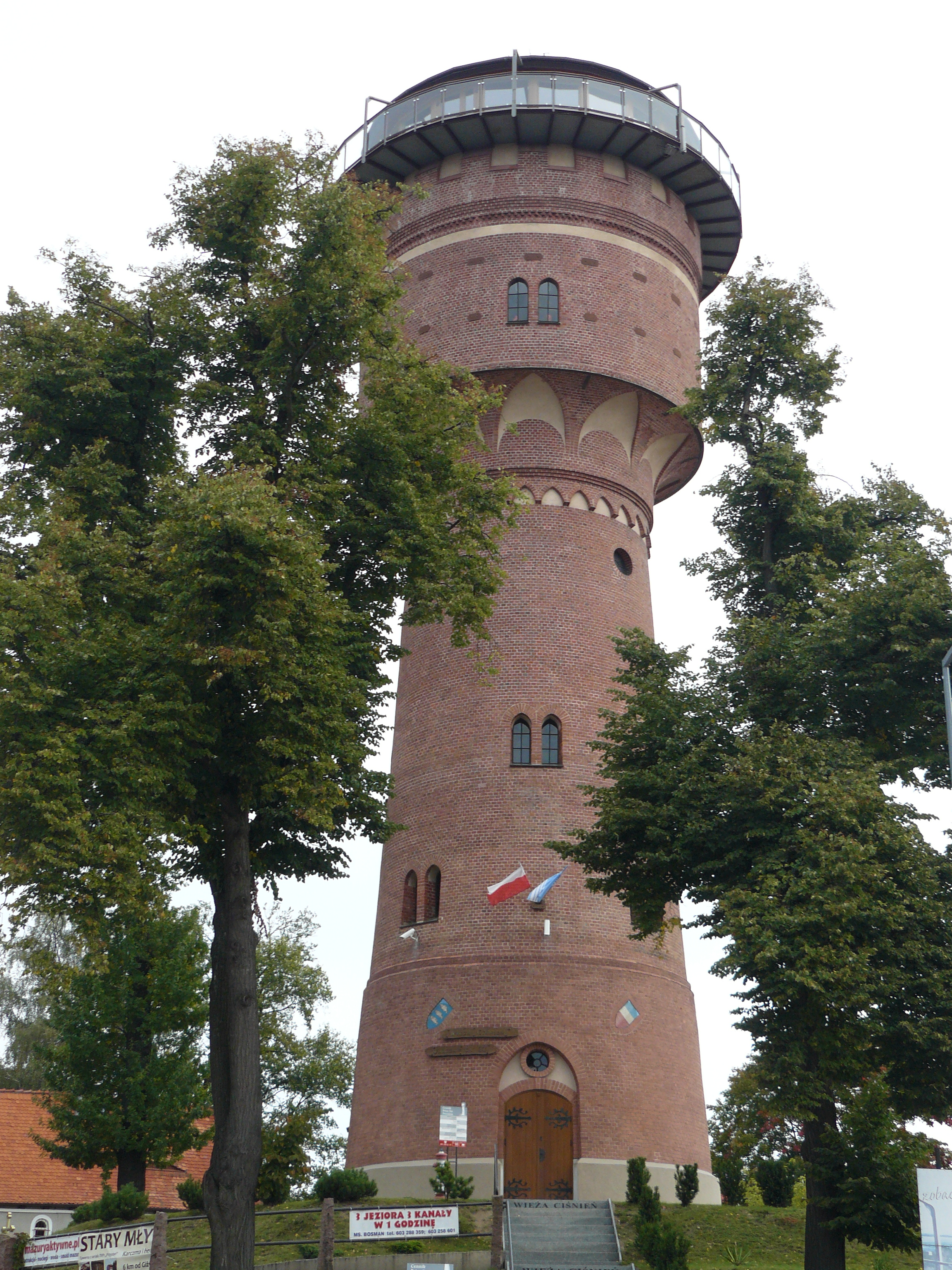
Flaga Mazur w kształcie tarczy herbowej na elewacji wieży ciśnień w Giżycku